# بناء السفن في مصر القديمة
بناء السفن في مصر القديمة تميزت مصر منذ القدم بموقع جغرافي متميز وذلك بوجود مجرى مائي مهم كنهر النيل مع مجاورتها لبحرين هما البحر الأبيض المتوسط والبحر الأحمر. شكل هذا الموقع المتميز عاملاً أساسياً للتفكير في استغلال المياه في النقل، فبنى المصري القديم المراكب وسفن النقل الكبيرة، وكانت ضفتا النيل كواحتين في وَسْط صحراء واسعة، فكان النيل طريقا سهلا للنقل والانتقال وكذلك لصيد السمك.

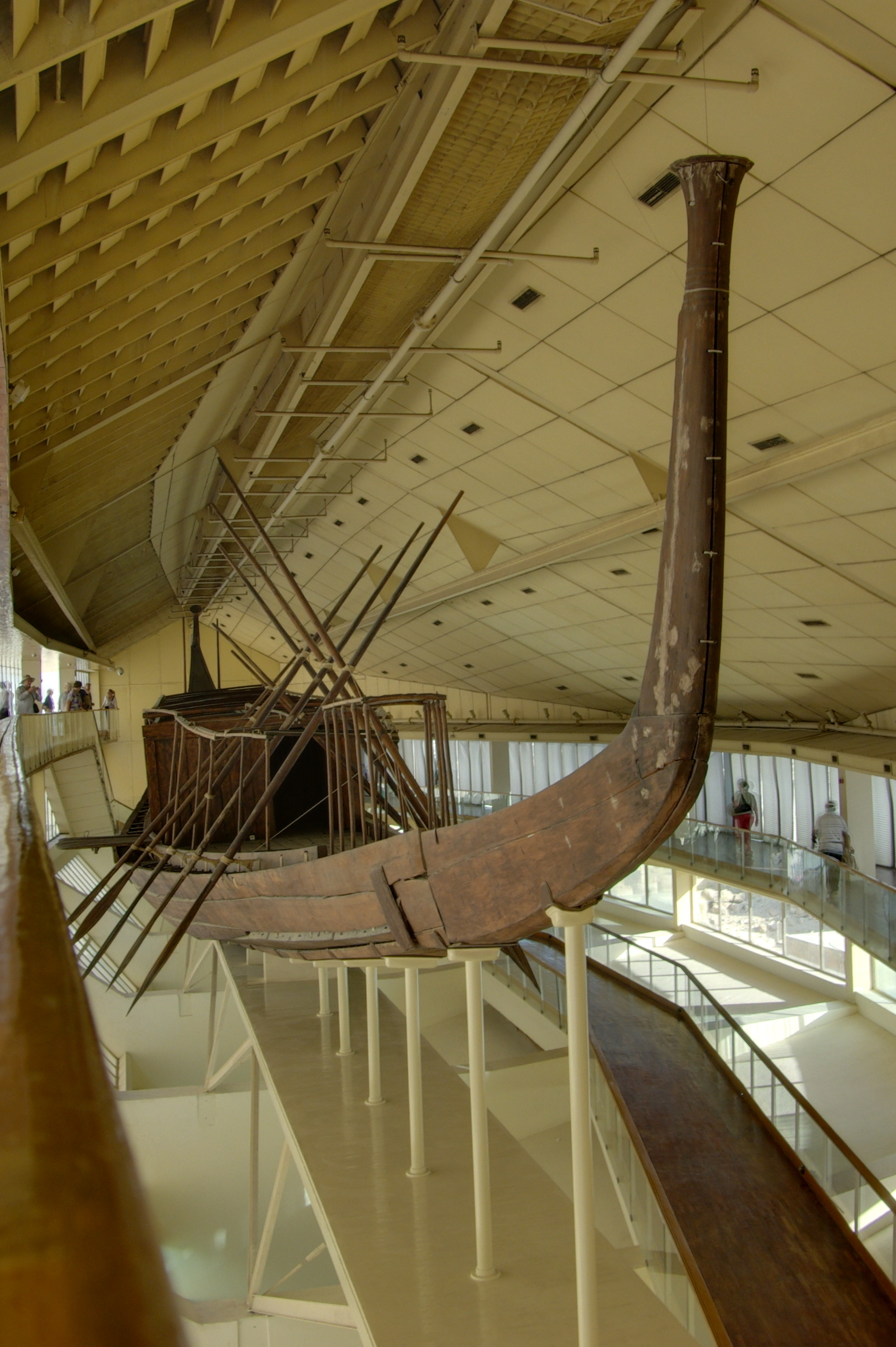
سفينة خوفو ويبلغ طولها 44 متر.

كان نهر النيل يربط بين جَنُوب الوادي وشماله، وكما قال المؤرخ اليوناني هيرودوت: إن مصر هي هبة النيل، فكان لا بد من أن يستغل المصري القديم النيل ببناء قوارب ومراكب وسفن للانتقال بها بالبحر، وخصوصًا وأن مياه الفيضان كانت تغطي أراض شاسعة كل عام.
كانت السفن تتجه من الجنوب إلى الشمال انطلاقًا من قوة تيار النهر، بينما كانت تساعد الرياح الشمالية في العودة من الشمال إلى الجنوب. كان المصري القديم ينظر إلى أعالي النيل وأسماها الجنوب (شمعو) وعلى ظهره الشمال، ويمينه (يميت أو يمتت) (وهو الغرب بالنسبة لنا الآن)، والشرق فأسماه (آحت).
تستند معلوماتنا حول صناعة السفن في عهد الفراعنة إلى النقوش الباقية في المعابد والمقابر، وأوراق البردي، وعلى أحجار ومبان، ورسومات في القبور. كما توجد مخطوطات عن توزيع العمل في ورش صناعة المراكب، وسجلات رِحْلات السفن، وتعاملات تجارية وقوائم بضاعة مستوردة أو مصدرة وكذلك وثائق أحكام قانونية. علاوة على ذلك عثرنا على رسومات بارزة على جدران المعابد لمراكب واستخداماتها في الملاحة على النيل وكذلك وصف لعدة طقوس دينية كان قدماء المصريين يحتفلون ويقومون بها. كما عثر على نماذج للمراكب وعليها بحارة مصنوعة من الفجار أو الخشب أو المعدن أو العظام، كما عثر على مراكب بالحجم الطبيعي كانت تدفن مع المتوفي لخدمته في الحياة الآخرة.
المتحف المصري بالقاهرة يعم بتلك الآثار الفرعونية، كما عثر على مراكب الشمس بجوار الهرم الأكبر بالجيزة، ويبلغ طولها نحو 44 مترا. وتوجد نماذج مراكب وأجزاء مراكب عثر عليها، مثل سفينة خوفو من الدولة المصرية القديمة، وكذلك نماذج مراكب جنائزية من عهد الدولة المصرية المتوسطة. ويوجد العديد من الأوصاف البنائية للمركب ومعلومات دقيقة عن بناء السفن من عهد الدولة المصرية الحديثة، إلا أنه لا توجد آثار باقية منها. وتقل تلك المعلومات بعد نهاية الدولة الحديثة، حتى تظهر ثانيا من العهد الإغريقي والروماني. ولهذا ينحصر وصف الملاحة وصناعة المراكب في مصر القديمة على عهود ما قبل نهاية الدولة المصرية الحديثة.

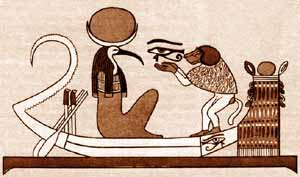
مركب الشمس.

## الملاحة في النيل
يمثل النيل الشريان الكبير لتنفيذ الأغراض الاقتصادية والسياسية في مصر وفي النوبة. استخدمت المراكب في التجارة وفي نقل المواد الغذائية من كل نوع، وكذلك لانتقال موظفي الدولة القائمين على قياس الأراضي بعد كل فيضان، وتحصيل ضرائب من المحاصيل، والبحث عن محاجر للإتيان بأحجار البناء للأهرام والمعابد، وكذلك لنقل الجنود. كان الكهنة والموظفون يتولون إقامة الاحتفالات والطقوس الدينية. وكان اقتناء المراكب محببا لكل شخص في مصر القديمة إذا توفرت إليه الوسائل. فكانت حضارة المصريين وما قاموا به من بنايات عمرانية تعتمد على النقل في المياه إلى حد كبير.
فمثلا بنيت الأهرام من أحجار قطعها المصريون من محاجر قريبة على الضفة الغربية للنيل، وكانت تغطية الهرم الأكبر وهو من الدولة المصرية القديمة بحجارة بيضاء نقلت من منطقة المقطم على الضفة الشرقية إلى الجيزة. علاوة على ذلك فحجرة التابوت للملك خوفو داخل الهرم كانت مشكلة من أحجار شديدة الصلابة من الجرانيت أتوا بها من منطقة أسوان . كما أمر الملك منقرع بأن يغطى الجزء السفلي لهرمه الأصغر في الجيزة بأحجار الجرانيت الصلبة حتى ارتفاع 15 مترا، وأتى بها المصريون القدماء من أسوان على النيل.

## الملاحة في البحار

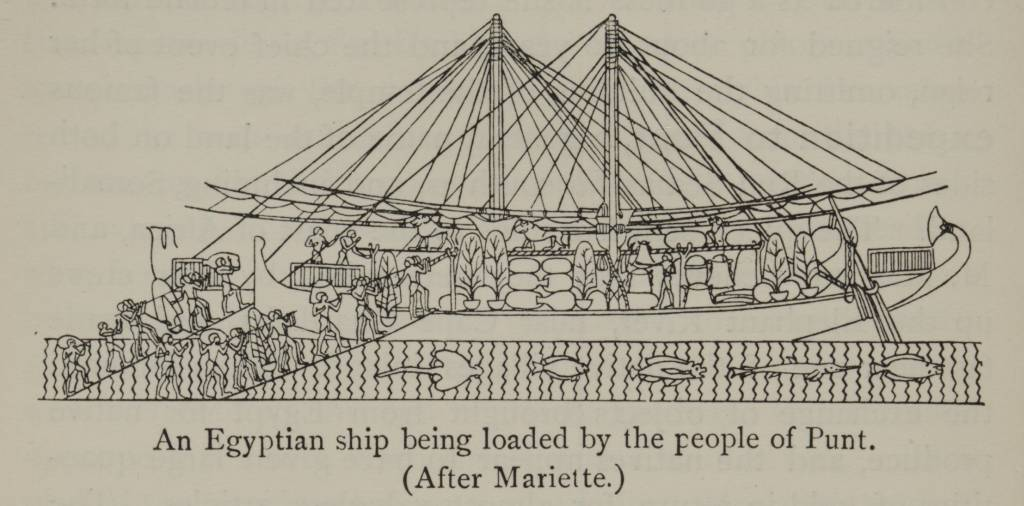
تحميل أهل بنط لإحدى سفن قدماء المصريين - رسمت 1902م

كانت هناك تجارة رائجة بين مصر وجيرانها على البحر الأبيض المتوسط والبحر الأحمر منذ عهد ما قبل الأسرات، كما وقعت بينهم خلافات حربية في البحر مع فلسطين وسوريا. ومن ذلك الوقت أيضا توجد إثباتات لنشاط تجاري مع بلاد بنط في الجنوب لاستيراد الذهب والبخور. واهتم المصريون القدماء بتعزيز علاقاتهم التجارية خلال الدولة الوسطى مع فلسطين وسوريا. وبعدما تخاذل التبادل التجارة مع بلاد بنط خلال فترة مصرية انتقالية أولى فقد عاد ونشط ثانيا بعد ذلك.
وخلال الدولة الحديثة كانت مصر قد أصبحت دولة عظمى تسيطر على فلسطين وسوريا شمالا والنوبة جنوبا. والتحمت مع الحيثيين في تنافس على سوريا، وقامت بنشاط تجاري مع اليونان وجزر بحر اليونان وكذلك مع بلدان القرن الإفريقي حتى الصومال. فكانت المراكب استخدم في نقل البضائع من وإلى مصر. فكانت السفن والمراكب ملازمة للنشاط المصري التجار مع جيرانها وتوسيع نطاق نفوذها.

## المراكب وبناء السفن

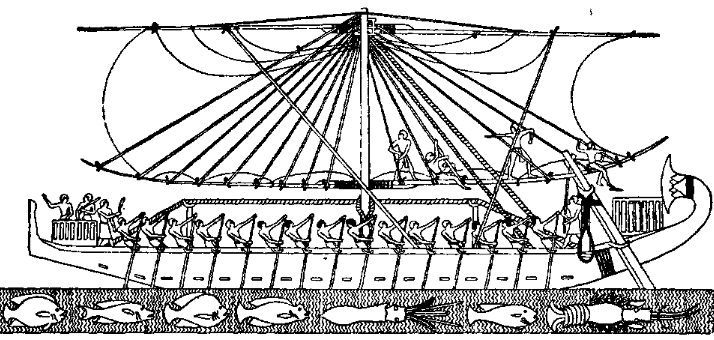
صورة لأحد السفن التجارية الكبيرة التي أرسلتها حتشبسوت إلى بنط. من معبد حتشبسوت.

كان لقدماء المصريين تاريخ طويل في بناء المراكب عبر زمن طويل يمتد من عصر ما قبل الأسرات حتى عصر الدولة المصرية الحديثة. ويعتقد أن بناء السفن خلال الدولة القديمة قد تأثر ببناء السفن في منطقة شرق البحر الأبيض المتوسط بداية من عهد الملك إخناتون. وتشير إلى ذلك رسومات في معبد رمسيس الثالث في مدينة حابو لمراكب مشتركة في معركة بحرية مع ما يسمون شعوب البحر. وكان المصريون القدماء يصنعون السفن من من أخشاب شجر الطلح والجميز، كما كانوا يستوردون أخشاب شجر الأرز والسرو على الأخص لصناعة السفن. وأما الحبال فكانت تصنع من وبر النخيل ونبات البردي وألياف نباتات أخرى.

### عصر ما قبل الأسر
نعرف قوارب من عصر البداري كانت مصنوعة من أحزمة لسيقان الردى أو البوص كما كان المصري القديم يصنع منها مطيافا. كما نعرف أمثال تلك القوارب من عهد نقادة وكانت مصنوعة من البردي. ومن تلك الفترة أيضا نعرف أن قدماء المصريين بدؤوا صناعة قوارب من الخشب. وظهر لأول مرة شكل المراكب الفرعونية التي تشبه الهلال وكانت مؤخرتها عالية. وبهذا التصميم فكان القارب عاليا من الأمام فوق سطح الماء .ويصل طول تلك المراكب نحو 17 مترا.
كان بناء المراكب يبدأ ببناء صحن المركب الخارجي بواسطة ألواح خشبية، ثم تعزز من الداخل بهيكل يمسكها ويقويها. وأما الشقوق بين ألواح الخشب المشكلة جسم المركب فكان يحشر فيها حبال تعمل كسدادة تمنع تسرب ماء البحر إلى داخل المركب. وعند نهاية عصر ما قبل الأسرات (نحو 4000 سنة قبل الميلاد) بدأ شراع المركب في الظهور لأول مرة.

## اقرأ أيضا
- سفينة حتشبسوت
- بنط
- نهسي
- سنوحي
- حتشبسوت
- مراكب الشمس
- قصة وينامون